# Pamela Rodríguez
Pamela Rodríguez-Arnaiz Amianto, conocida como Pamela Rodríguez (Lima, 12 de mayo de 1983) es una cantante peruana, dos veces nominada al Grammy Latino. Su propuesta musical explora géneros diversos como el indie pop, pop artesanal, música peruana contemporánea y el jazz. Sus canciones abordan contenido social, la libertad del ser humano y de la mujer y temáticas intimistas.

## Vida personal
Nació en Lima, Perú. Es descendiente de diversas culturas: abuelo mestizo (hijo de español con indígena peruana), con abuela napolitana; abuelo italiano con abuela boliviano-inglesa.
Escribe poemas, toca el piano y pinta desde los 9 años. Guarda registros de sus creaciones desde esa época.
Vivió en Canadá durante dos años de su niñez, en los que cantó en varios coros locales.
Cuando regresó a Lima con su familia estudió música y arte. A los 14 años, gracias a su papá (músico y productor), empezó a grabar en estudios. Más tarde tuvo clases particulares de canto con Mariela Monzón y de música con Pelo Madueño.
Estudió música y etnomusicología durante cuatro años en la Universidad de North Texas. Pamela ha seguido estudiando con profesores de forma particular y también como autodidacta.
Pamela estaba casada con el economista y escritor español Raúl Baltar Estévez, con quien tiene una hija. Aun así, vive en Madrid donde compone canciones.

## Carrera artística
Perú Blue, su primer disco, fue lanzado en 2005, una mezcla del jazz universitario y música peruana. Por ese disco, que alcanzó más de 5000 copias vendidas, fue nominada al Grammy Latino en 2006, como Mejor Nuevo Artista.
Luego lanzó En la orilla de la mano del productor Greg Landau, significó un nuevo paso en su exploración peruano-contemporánea. En las canciones de este disco se pueden encontrar desde un festejo (donde una mujer escapa del flirteo machista), pasando por una zamacueca con un rap en quechua, hasta un landó ejecutado por músicos peruanos junto con un baterista de hip hop (ex Tupac Shakur). El disco llegó al sexto lugar de los más vendidos del país en diciembre de 2007.
En el segundo semestre de 2011, Pamela Rodríguez lanzó en Perú su nueva obra discográfica llamada Reconocer. Música vestida de sonidos del indie pop y de música vintage producida en Nueva York por el productor estadounidense David Little y los ingenieros Ryan West, Ryan Kelly y Dave Kutch.
Por esta producción fue nominada al Grammy Latino como Mejor Álbum Pop Contemporáneo, su segunda nominación a este premio.
En 2021 se incorpora a la formación del grupo español Los Pilotos, como cantante oficial de la banda hasta 2023.
Rodríguez participará en el "Festival Marvin", dedicado a la música independiente en el mundo, que se llevará a cabo el 18 de mayo en el circuito Roma – Condesa del Distrito Federal en México.

## Discografía
- Perú Blue (2005)[24][25]
- En la orilla (2007)
- Reconocer (2011)
- Pamela Rodríguez y FFAA (2017)[26]
- Meigas (EP, 2023)[27]

## Premios y nominaciones
| Año  | Trabajo nominado | Premio                       | Categoría                     | Resultado   |
| ---- | ---------------- | ---------------------------- | ----------------------------- | ----------- |
| 2008 | Ella misma       | Premios Luces de El Comercio | Artista revelación            | Desconocido |
| 2006 | Nueva artista    | 7ª Premios Grammy Latinos    | Mejor Nuevo Artista           | Nominada    |
| 2011 | Ligera Love      | Premios Luces de El Comercio | Canción del año               | Nominada    |
| 2011 | Ella misma       | Premios Luces de El Comercio | Artista del año               | Nominada    |
| 2012 | Reconocer        | 13.ª Premios Grammy Latinos  | Mejor Álbum Pop Contemporáneo | Nominada    |